# 푸미폰 아둔야뎃
푸미폰 아둔야뎃(태국어: ภูมิพลอดุลยเดช, 문화어: 부미볼 아둘리야데즈, 1927년 12월 5일 ~ 2016년 10월 13일)은 태국의 아홉번째 국왕이다. 짜끄리 왕조의 라마 9세이며 정식 명칭은 프라밧솜뎃 프라 파라민다라 마하푸미폰아둔야뎃 마히탈라티벳 라마히보디 짜끄리나루보딘드 사야민다라티랏 보롬마낯보핏(태국어: พระบาทสมเด็จพระบรมชนกาธิเบศร มหาภูมิพลอดุลยเดชมหาราช บรมนาถบพิตร), 공식적으로는 "대왕"으로 불리는 태국의 국왕이었다. 1946년에 즉위한 이래 2016년까지 70년간 집권하였다. 생전 그는 영국 엘리자베스 2세 여왕과 같은 세계에서 최장기 집권 군주였다.

## 생애

### 초기
푸미폰 국왕은 1927년 12월 5일 미국 매사추세츠주 케임브리지에서 태어났다. 그가 태어났을 때는 태국에서 프라워라웡트 프라옹짜오 푸미폰아둔야뎃(태국어: พระวรวงศ์เธอ พระองค์เจ้าภูมิพลอดุลยเดช)이라고 알려졌으며, 모친이 평민이라는 사실이 반영되었다. 그가 태어나기 몇 년 전에 그의 삼촌이었던 프라차티뽁 왕이 왕실과 평민 사이의 자식을 '프라옹짜오'라고 부르도록 법을 통과시키지 않았다면, '몸짜우'로 불렸을 것이다. 그의 이름 푸미폰 아둔야뎃은 '땅의 강함, 비교할 수 없는 힘'이라는 의미이다.
푸미폰은 1928년 부친이었던 마히돈 왕자가 하버드 대학에서 의학 공부를 마친 후 태국에 돌아왔다. 그는 즉시 방콕에 있는 메터 데이 학교에 들어갔다. 하지만 마히돈이 1929년에 사망하면서, 1933년에 그의 모친이 남은 가족을 스위스로 데려갔다. 그는 그곳 로잔에서 학교를 다녔다. 1935년 형인 아난타 마히돈이 태국의 왕이 되자, 그와 그의 누나는 태국 왕가의 가장 상위급인 '짜우파'로 승격되었다. 가족들은 1938년 아난타 형의 대관식을 위해 모두 돌아왔지만, 대관식이 끝난 후 다시 스위스로 돌아갔다. 1942년에는 로잔 대학교에서 물리학과 법학을 공부했고, 제2차 세계 대전이 끝나자 그들 가족은 귀국을 했다.

### 왕위 계승과 결혼
라마 8세에 즉위했던 형이 1945년 귀국한 후 1년 만에 석연찮은 죽음을 당하자, 1946년 푸미폰은 왕좌를 계승했다. 아난타의 죽음은 왕궁의 침대 맡에서 머리에 총상을 당한 것으로 오늘날까지 미해결로 남아있다. 왕위를 계승한 다음 푸미폰은 삼촌(큰아버지)인 차이낫 랑싯 프라유라삭디를 섭정 및 대리청정에 임명하고 학업을 마치기 위해 1947년 스위스로 돌아갔다. 그곳에서 그는 전공을 법학에서 정치학으로 전환하여 통치자로서의 준비를 했다.
스위스에서 학위를 마치자 곧 파리를 방문했다. 그곳에서 그는 프랑스 대사의 딸인 사촌 몸라차웡 시리낏 끼띠야꼰을 만났다. 그때 그의 나이는 21세였고, 그녀는 16세였다.
1948년 10월 4일 푸미폰은 제네바 - 로잔 도로를 운전하다가 로잔 시외 10 km 지점에서 트럭의 뒤를 들이받는 교통사고를 당하였다. 그는 척추를 다치고, 찰과상을 입었으며 오른쪽 눈을 실명하였고, 결국 의안을 하게 된다. 그가 병원에 있는 동안 시리낏이 자주 방문을 하여 두 사람 사이는 급격히 가까워졌다. 그녀는 어머니에게 푸미폰 곁에서 공부를 하게 해 달라고 졸랐으며, 푸미폰은 주변의 학교를 주선해 주었다. 1949년 7월 19일 조용한 약혼식을 올리고, 1950년 4월 28일 즉위식 일주일 전에 결혼을 하였다.
푸미폰 왕과 시리낏 왕비의 사이에서는 네 명의 자식들을 두었다.
- 우본라따나 공주, 1951년 4월 5일 스위스 로잔에서 출생
- 마하 와치랄롱꼰 왕세자, 1952년 7월 28일
- 마하 짜끄리 시린톤 공주, 1955년 4월 2일
- 쭐라폰 왈라일락 공주, 1957년 7월 4일

푸미폰의 손자 중 한 명은 2004년 인도양 지진으로 인한 쓰나미로 사망하였으며, 우본라따나 공주의 아들이었다.

## 업적
푸미폰 왕은 입헌 군주이며, 가장 최근 정치적인 위기를 포함하여 수차례 태국 정치에서 결정적인 중재를 했다. 초창기에는 군부 정권을 옹호하기도 했지만 1990년대 태국의 민주화를 촉진하여 많은 공헌을 하였다. 직접 태국의 여러 곳을 시찰하며 민정을 살폈고, 왕실의 많은 재산을 시골 지방의 발전을 위한 자금으로 제공하였다. 태국에서 국왕의 인기는 매우 높아서, 거의 신적인 인물로 존경받으며 태국 곳곳에서는 그와 왕비의 초상화가 수없이 걸려 있다.
그러나 2014년에 태국 육군참모총장이던 쁘라윳 짠오차에 의하여 군사 쿠테타가 일어나자, 승인하기도 하였다.

### 세계 최장기 통치
짜끄리 왕조의 라마 9세 푸미폰 아둔야뎃 국왕은 1946년 6월 9일부터 왕이 되어 2016년 10월 13일까지 70년 126일 동안 세계에서 가장 많은 통치 기간을 세웠다.

### 국민의 아버지
태국의 국민들이 국민의 아버지라고 부르던 푸미폰 아둔야뎃 국왕은 왕이 되고서부터 산간의 국민들을 만나며 그들이 처한 상황과 삶을 이해하고, 더 고치기 위해 노력했으며 19번의 쿠데타 속에서도 정신을 잃지 않고, 태국 국민들에게 구심점이었다. 그런 노력을 인정받아 1988년 푸미폰 아둔야뎃 국왕은 막사이사이상을 받았다.

## 대리청정체제
푸미폰 아둔야뎃은 1946년부터 2016년까지 재위 70년간 4번의 대리청정 체제를 거쳤는데 그와 같은 대리청정 체제 역할을 맡은 섭정은 다음과 같다.
- 큰아버지 랑싯 프라유라삭디 (기간: 1947년 1월 1일 ~ 1950년 3월 1일)
- 태국의 총리 및 육군 장성 사릿 타나랏 (기간: 1957년 9월 16일 ~ 1963년 12월 8일)
- 태국의 총리 및 육군 장성 타놈 끼띠카쫀 (기간: 1963년 12월 8일 ~ 1973년 10월 14일)
- 배우자 시리낏 왕비 (기간: 1974년 1월 1일 ~ 1977년 12월 5일)

## 사후
2016년 10월 13일, 향년 89세로 서거하여 이후 시리낏 끼띠야꼰이 2016년 10월 13일부터 2016년 12월 5일까지 태국 대리청정 체제를 재전담하였다.

## 직함
- 1927년 12월 5일~1935년 7월 9일: 푸미폰 아둔뎃 군 저하 (พระวรวงศ์เธอ พระองค์เจ้าภูมิพลอดุลเดช: 프라 워라웡트 프라옹짜오 푸미폰 아둔뎃)
- 1935년 7월 9일~1946년 6월 9일: 푸미폰 아둔야뎃 왕자 전하 (สมเด็จพระเจ้าน้องยาเธอ เจ้าฟ้าภูมิพลอดุลยเดช: 솜뎃 프라짜오 넝야트 짜오파 푸미폰 아둔야뎃)
- 1946년 6월 9일~2016년 10월 13일 : 국왕 폐하
  - 1946년 6월 9일~1950년 5월 5일: (สมเด็จพระเจ้าอยู่หัว: 솜뎃 프라짜오유후아)
  - 1950년 5월 5일~2016년 10월 13일 : (พระบาทสมเด็จพระเจ้าอยู่หัว: 프라밧 솜뎃 프라짜오유후아)

시호
- 2019년 5월 5일: 푸미폰 아둔야뎃 선대왕

## 가족 관계

### 조부모와 부모
- 조부 : 시암 라마 5세국왕
- 조모 : 사왕왓타나왕후
- 부친 : 마히돌아룰야뎃상왕
- 모친 : 스리나카린트라상왕후

### 형
1. 시암 라마 8세국왕

### 여동생
1. 나라티왓공여 깐라야니왓타나공주

### 왕후
1. 시리낏왕태후 – 라마 5세 증손

### 왕자
- 장남 : 와치라롱껄왕세자 (1952년 ~ ) – 제10대 국왕 라마 10세

### 왕녀
- 장녀 : 우볼랏라차깔야공주 (1951년 ~ ) – 왕실 지위에서 제거됨
- 차녀 : 시린털왕녀 (1955년 ~ )
- 3녀 : 주라펄와라이락공주 (1957년 ~ ) – 스리사왕카왓공여

## 같이 보기
- 라마 8세
- 짜끄리 왕조
- 태국의 역사